# St. Maria (Ostheim)

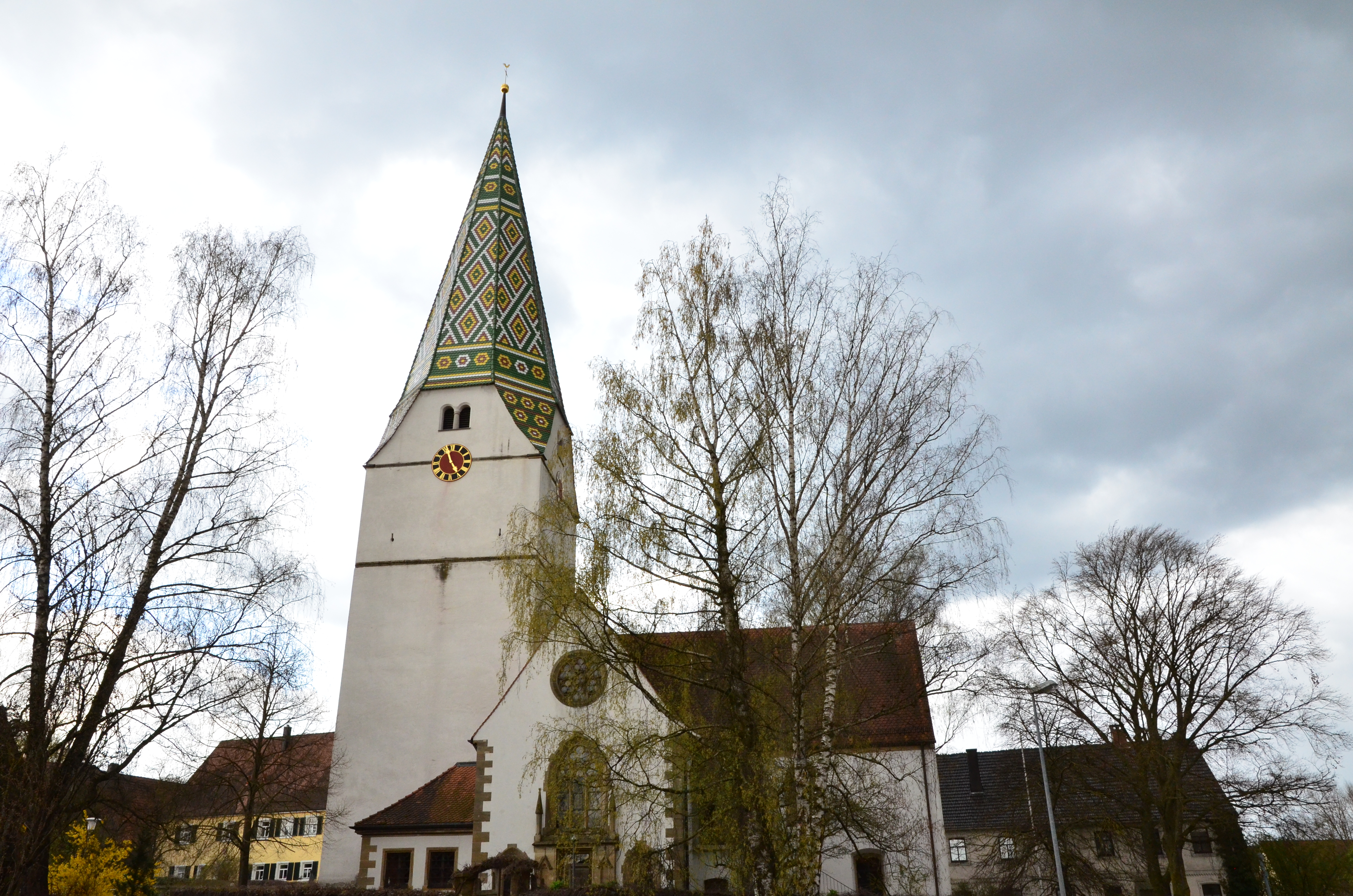
St. Maria (Ostheim), Bild aufgenommen 2012

Die denkmalgeschützte, evangelisch-lutherische Pfarrkirche St. Maria steht in Ostheim, einem Gemeindeteil der bayerischen Gemeinde Westheim im mittelfränkischen Landkreis Weißenburg-Gunzenhausen. Die Kirche ist unter der Denkmalnummer D-5-77-179-18 als Baudenkmal in der Bayerischen Denkmalliste eingetragen. Die mittelalterlichen und frühneuzeitlichen untertägigen Bestandteile der Kirche sind zusätzlich als Bodendenkmal (Nummer: D-5-6930-0279) eingetragen. Das Bauwerk mit der postalischen Adresse Kirchenweg 2 steht innerhalb des Ostheimer Ortskerns östlich der Hauptstraße, die hier einen Teil der Bundesstraße 466 bildet, umgeben von weiteren denkmalgeschützten Bauwerken auf einer Höhe von 466 Metern über NHN. Die Kirchengemeinde gehört zum Dekanat Heidenheim im Kirchenkreis Ansbach-Würzburg der Evangelisch-Lutherischen Kirche in Bayern.

## Beschreibung

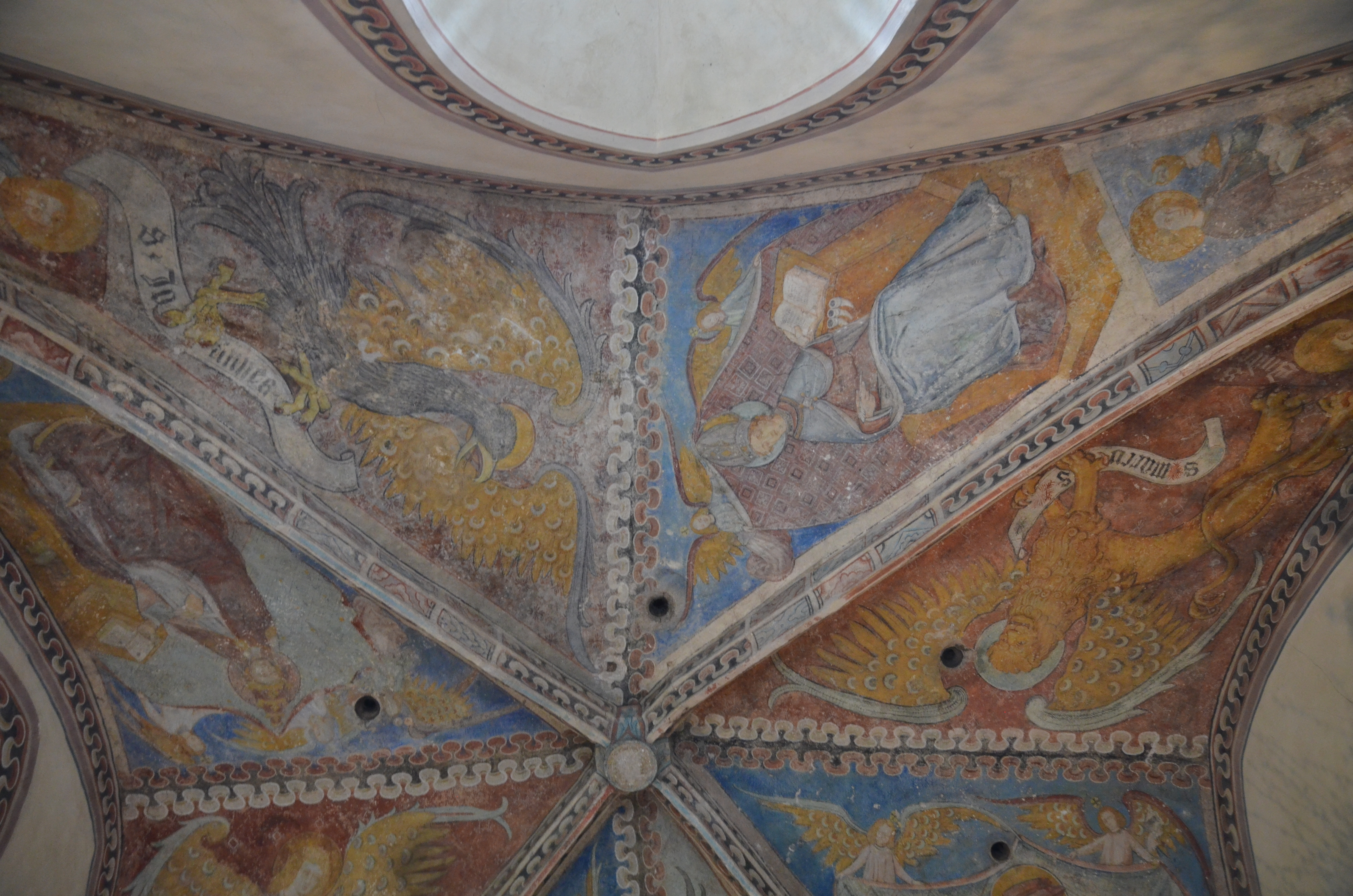
Fresken

Die unteren Geschosse des Chorturms und im Kern das Langhaus im Westen stammen aus dem späten 14. Jahrhundert. Am Anfang des 17. Jahrhunderts wurde der Chorturm mit einem Geschoss aufgestockt, das die Turmuhr und den Glockenstuhl beherbergt. Der achtseitige spitze Helm, der mit farbigen Dachziegeln bedeckt ist, wurde ihm erst 1832 aufgesetzt und nach einem Brand 1986 rekonstruiert. Das Langhaus wurde 1898 nach Norden durch ein neugotisches Querhaus erweitert. Der Innenraum des Chors, d. h. das Erdgeschoss des Chorturms, ist mit einem Kreuzrippengewölbe überspannt, der des Langhauses mit einer Flachdecke. Im Chor befinden sich Wandmalereien aus dem ersten Viertel des 15. Jahrhunderts. Das Altarkreuz entstand um 1520, die Kanzel um 1700. Das Chorgestühl wurde im 16. Jahrhundert eingebaut. An der Laibung des Chorbogens befinden sich drei Reliefs, die von Loy Hering stammen. Zahlreiche Fresken und Epitaphien schmücken die Kirche.
Die Orgel mit 14 Registern, 2 Manualen und einem Pedal wurde 1989 von Hey Orgelbau errichtet.